# Mustarahu
Mustarahu (ros. Мустараху) – estońska wyspa na Morzu Bałtyckim, na obszarze cieśniny Väinameri, u zachodnich wybrzeży kraju, na północ od wyspy Paljarahu oraz na południowy zachód od wyspy Tauksi.
Zajmuje powierzchnię ok. 14,85 km². Obwód wyspy wynosi ok. 3,152 km. Administracyjnie znajduje się w prowincji Läänemaa, w gminie Ridala. W całości stanowi obszar chroniony. Ma wydłużony kształt, ułożony w kierunku od północnego zachodu na południowy wschód.
Istnieją również warianty nazewnicze Laekarahu i Mustakivi saar.